# Cecilie Leganger
Cecilie Leganger (født 12. marts 1975 i Bergen) er en tidligere norsk håndboldspiller, som sidst spillede for den norske mesterklub Larvik HK. Hun har tidligere spillet i Krim Ljubljana og de norske klubber Tertnes IL, Bækkelaget, samt for de danske klubber Slagelse FH og FCK Håndbold.
Ved siden af håndboldstudierne studerer Cecilie Leganger medicin i Bergen i Norge. Hun blev tidligere regnet for at være verdens bedste kvindelige målvogter.[kilde mangler]

## Personlige udmærkelser
- 1993: VMs bedste målmand. VMs bedste spiller.
- 1994: EMs bedste målmand.
- 1995: VMs bedste målmand.
- 1998: EMs bedste målmand.
- 1999: VMs bedste målmand.
- 2000: Årets målmand i Norge.
- 2001: VMs bedste målmand. Verdens bedste håndboldspiller. Årets målmand i Norge.
- 2002: Årets målmand i Norge.
- 2005: Årets målmand i Danmark.
- 2006: Årets målmand i Danmark.
- 2007: Årets spiller i Danmark. Årets målmand i Danmark.
- 2008: Årets målmand i Danmark. Tidenes bedste Norske håndboldspiller.
- 2009: Årets målmand i Danmark.
- 2011: Årets målmand i Norge.
- 2012: Årets målmand i Norge. Tidenes bedste norske landsholdsmålvogter. Larviks bedste spiller i 2011/12 sæsonen.

## Triumfer
- 1993: VM-bronze.
- 1994: EM-bronze.
- 1995: VM 4.-plads.
- 1998: EM-guld. CWC-guld.
- 1999: VM guld. CWC-guld. NM-guld. Serie-guld.
- 2000: OL-bronze.
- 2001: VM-sølv. NM-guld. Seriesølv.
- 2002: NM-sølv. Seriebronze.
- 2003: EM-guld for klubhold. VM 6. plads.
- 2004: Champions League-sølv. Slovensk cupmester. Slovensk mester.
- 2005: Champions League-guld. DM-guld.
- 2006: DM-sølv. Pokalsølv.
- 2007: Champions League-guld. DM-guld.
- 2009: CWC guld.
- 2010: Pokalguld. Norsk pokalmester.
- 2011: Champions League-guld. Norsk seriemester. Norsk mester. Norsk pokalmester.
- 2012: Norsk seriemester. Norsk mester. Norsk pokalmester.
- 2013: Norsk mester. Norsk pokalmester
- 2014: Norsk mester. Norsk pokalmester